# سیارک ۱۱۲۴۵
سیارک ۱۱۲۴۵ (به انگلیسی: 11245 Hansderijk، نامگذاری:3100T-3) یازده هزار و دویست و چهل و پنجمین سیارک کشف شده‌است که در ۱۶ اکتبر ۱۹۷۷ کشف شد.
قدر مطلق سیارک برابر ۱۴.۱ است.